# Alan Sugar
Alan Michael Sugar (né le 24 mars 1947), baron Sugar, est un homme d'affaires britannique avec une fortune estimée à 830 millions de livres sterling. Il est surtout connu pour avoir créé la société Amstrad (contraction de « Alan Michael Sugar TRADing ») en 1968. Il est marié depuis 1968 à Ann Simons.

## Biographie
Alan Sugar a quitté l'école à l'âge de 16 ans et a fondé en 1968 la société d'électronique et d'informatique Amstrad. Il a été l'un des propriétaires du club de football Tottenham Hotspur FC de 1991 à 2001. Il est l'un des donateurs du Parti travailliste.
Il créa une filiale française d'Amstrad en 1982, dirigée par Marion Vannier. En 1984, il se lança dans la micro-informatique familiale avec le CPC 464 : le succès fut immédiat en raison de son bas prix.
En 1985, il récidiva avec le PCW8256, qui rendit obsolètes toutes les machines à écrire. Il commit pourtant une erreur : les disquettes 3" des débuts, au format incompatible avec celui de 3,5" qui commençait à se répandre.
En novembre 1986, il lança le compatible PC-1512, l'un des tout  premiers PC à bas prix, et racheta Sinclair en mai 1986. Mais les portables présentés en 1988 furent un échec.
La société Amstrad vend aujourd'hui du matériel hi-fi et des antennes paraboliques.
En 2005, il a suivi Donald Trump dans son adaptation pour la BBC de l'émission de télé-réalité américaine The Apprentice.
En 2007, pendant environ 12 semaines, il présente chaque mercredi soir de 9 h à 10 h, heure anglaise, The apprentice (l'apprenti(e)) sur la chaîne BBC. Les candidats s'affrontent chaque semaine en groupe de deux équipes dans des épreuves où ils doivent démontrer leur talent d'hommes d'affaires.
Alan Sugar possède aussi une compagnie aérienne qui propose de louer des Cessna (AmsAIR) ainsi qu'une société gérant un énorme patrimoine immobilier AmsPROP. Toutes ses participations financières sont regroupées dans sa holding AmsHOLD. Il a créé une société, Amscreen, dédiée aux supports médias comme la TV. Elle est dirigée par l'un de ses fils, Simon.
Sa biographie a été écrite, en anglais, par David Thomas sous le titre : Alan Sugar The Amstrad Story.
The Real Sir Alan est une émission biographique de 60 minutes réalisée par Fiona Bruce et diffusée sur BBC Two (11 janvier 2009) et BBC One (24 janvier 2009). Elle ne peut plus être vue avec le Iplayer BBC, mais est disponible sur Youtube en 6 parties de 10 minutes.
Le 20 juillet 2009, il est créé pair à vie dans la pairie du Royaume-Uni en tant que baron Sugar, ce qui lui permet de siéger à la Chambre des lords.